# Tic Price
George Price, detto Tic (Danville, 29 novembre 1955), è un allenatore di pallacanestro statunitense.